# Jose Gabriel Aguilar y Navarte
José Gabriel Aguilar y Narvarte (Huánuco, 18 de març de 1773 - † Cuzco, 5 de desembre de 1805), va ser un mineralogista, empresari miner i precursor de la independència del Perú. Al costat de Manuel Ubalde, va dirigir el 1805 una conspiració per independitzar al Perú d'Espanya i restaurar la monarquia incaica. Delatat abans de produir-se l'alçament, va ser capturat i ajusticiat.

## Biografia
Gabriel Aguilar va ser fill del miner Salvador Aguilar, espanyol natural de Jerez de la Frontera, i de Clara Narvarte, filla del capità Juan Ignacio Narvarte, que va ser Corregidor de Huánuco. Poc és el que es coneix sobre la seva infància; es presumeix que va rebre una bona educació i que va ser alumne en el Real Convictorio de San Carlos. A primerenca edat va recórrer l'immens territori del virregnat peruà, observant el tracte inhumà dau als indis mitayos, que treballaven en l'extracció de la plata de forats ben fondos. En els seus viatges va arribar a la regió minera de Xile, passant després a la província de Mendoza, pertanyent al Virregnat del Riu de la Plata, on va ser rebut molt bé pels pobladors, els qui van creure que era un nou Gabriel Túpac Amaru II i li van sol·licitar ser el líder d'una revolució.
Va arribar a Buenos Aires i, a finals del segle xviii, es va embarcar per a Espanya, on va comprovar la corrupció del sistema de govern absolutista. Així mateix, es va xopar de les idees liberals que en aquells dies estaven en voga a Europa. Després va tornar a Perú i va reprendre les seves activitats mineres. Es va dirigir a Recuay (Áncash), on anys enrere havia descobert unes mines, però va trobar que ara ja tenien un altre propietari, per la qual cosa va viatjar a Lima a la recerca d'un advocat. D'aquesta manera va conèixer al arequipenc Manuel Ubalde, de qui es va fer amic.
Després del seu recorregut per la selva on va estar pres a Chachapoyas acusat d'espia, va rebre la notícia que el seu amic Ubalde havia viatjat al Cusco. Aguilar, després de tornar a la seva terra natal, va travessar la serra central i va arribar al Cusco en 1804. Allí va trobar a Ubalde destituït de l'assessoria que li confiés el president de l'Audiència, el brigadier Conde de Ruiz de Castilla. Tots dos es van concertar llavors en iniciar una conspiració destinada a alliberar al Perú del domini espanyol. El pla consistia a apoderar-se de les autoritats colonials del Cusco i alçar en armes a la població,
Aguilar va realitzar el seu treball proselitista arribant fins a la Paz, mentre que Ubalde i els seus amics ho feien al Cusco. Van aconseguir el suport del regidor Manuel Valverde Ampuero, qui per via materna era descendent dels inques, per la qual cosa es va entendre que de triomfar la revolució seria consagrat com a inca governador del Perú; també van participar fra Diego Barranco, l'advocat Marcos Dongo, el noble inca Diego Cusihuamán del barri Sant Blas del Cuzco, i el prevere José Bernardino Gutiérrez.
Com la revolució requeria la participació de forces militars, van comprometre al Tinent de Granaders del Regiment Paucartambo, Mariano Lechuga, amic íntim de Ubalde, qui va participar en totes les reunions. Quan la insurrecció estava a punt d'esclatar, Lechuga, el 25 de juny, es va presentar davant el oidor Manuel Plácido Berriozabal per delatar el pla. A causa d'aquesta traïció, Ubalde i els seus amics van ser capturats al Cusco; mentre Aguilar, que preparava l'aixecament fora del Cusco, va ser capturat el 13 de juliol de 1805 i tancat a la presó. La Real Audiència va condemnar a Aguilar i Ubalde a la pena cabdal. El 5 de desembre de 1805 van ser penjats a la Plaça Major de Cusco. Els altres conspiradors van ser condemnats a diverses penes de presó i desterrament.
El 6 de juny de 1823 el Congrés Constituent va expedir un decret declarant a Gabriel Aguilar i Manuel Ubalde benemèrits de la pàtria i defensors de la seva independència.

## Obres
- Décimas del reloj de la agonía (1805). En vuitanta-vuit versos octosíl·labs, Aguilar descriu el pas lent i angoixant de l'últim dia que li toca viure a un condemnat a mort. No obstant això, no està comprovada la seva autoria.